# جیمی لوید
جیمی لوید (انگلیسی: Jamie Lloyd؛ زادهٔ ۱۲ نوامبر ۱۹۸۰) کارگردان نمایش اهل انگلستان است.
وی در نمایش موزیکال «سانست بلوار»، تعهد خود نسبت به قابلیت دیدن تئاتر برای همگان را انجام داد و پنج هزار بلیت 20 پوندی را برای تماشای این اثر برای گروه سنی زیر 30 سال، کارگردان و مردمی که از حمایت اجتماعی دولت برخوردار هستند، اختصاص داد.